# Oxylobium virgatum
Oxylobium virgatum är en ärtväxtart som beskrevs av George Bentham. Oxylobium virgatum ingår i släktet Oxylobium och familjen ärtväxter. Inga underarter finns listade i Catalogue of Life.